# Georges Lorand
Louis Georges Auguste Lorand (Namen, 14 mei 1860 – Aix-les-Bains, 31 augustus 1918) was een Belgisch advocaat, redacteur, bestuurder en politicus voor de Liberale Partij.

## Levensloop
Lorand volbracht zijn middelbare studies aan het atheneum in Brussel en promoveerde tot doctor in de rechten (1880) aan de ULB. Hij studeerde ook aan de universiteit van Bologna. Hij vestigde zich als advocaat.
Hij behoorde tot de radicale vleugel binnen de Liberale Partij. In 1884 werd hij hoofdredacteur van La Réforme. Hij werd in 1894 verkozen tot volksvertegenwoordiger voor het arrondissement Virton-Neufchâteau en vervulde dit mandaat tot aan zijn dood. Van 1898 tot 1899 was hij voorzitter van de Algemene Belgische Persbond (ABP). Hij werd echter gedwongen af te treden ten voordelen van de katholiek Léon Mallié.
Hij was een resoluut verdediger van het algemeen stemrecht en werd voorzitter van de Belgische Liga voor de Rechten van de Mens. In de Kamer liet hij, naar aanleiding van de besprekingen over de overname van Kongo-Vrijstaat, een scherpe aanklacht horen tegen de handelswijze van Belgische officieren in Kongo. Hij behoorde tot de resolute tegenstanders van koning Leopold II. Hij was ook een groot tegenstander van het lotelingensysteem voor de legerdienst.
In 1912-1914 was hij een van de eerste vertegenwoordigers van de provincie Luxemburg in de Assemblée wallonne.
Hij was een vriend van Georges Clemenceau en vluchtte tijdens de oorlog naar Frankrijk.

## Publicaties
- La nation armée. Le système suisse, Brussel, 1889.
- Démission! Dissolution' Le procès de Mons et ses conséquences, Brussel, 1889.
- Le référendum, Brussel, 1890.
- L'Etat et les églises. Rapport présenté au Congrès international de Rome le 21 septembre 1904, Gent, 1904.
- En Bulgarie. Notes et Souvenirs, Brussel, 1913.